# Tártaros da Sibéria
OS tártaros da Sibéria (em tártaro da Sibéria Seber Tatarlar) são um grupo étnico indígena da Sibéria ocidental, que vive nas suas terras ancestrais nos oblasts de Tiumen, Omsk, Novosibirsk, Tomsk, Kemerovo, Kurgan e Sverdlovsk, numa região que vai do leste dos montes Urais até ao rio Ienissei, na Rússia. De acordo com o censo de 2002, há meio milhão de tártaros na Sibéria, mas destes apenas 9611 são tártaros da Sibéria indígenas. Têm presentemente uma população de 6000 a 7000 indivíduos.
Os tártaros da Sibéria chamam-se a si mesmos Yerle Qalyq ("habitantes antigos"), distinguindo-se dos mais recentes imigrantes tártaros do Volga.